# Pantolambda
A Pantolambda az emlősök (Mammalia) osztályának fosszilis Cimolesta rendjébe, ezen belül a Pantolambdidae családjába tartozó nem.

## Tudnivalók

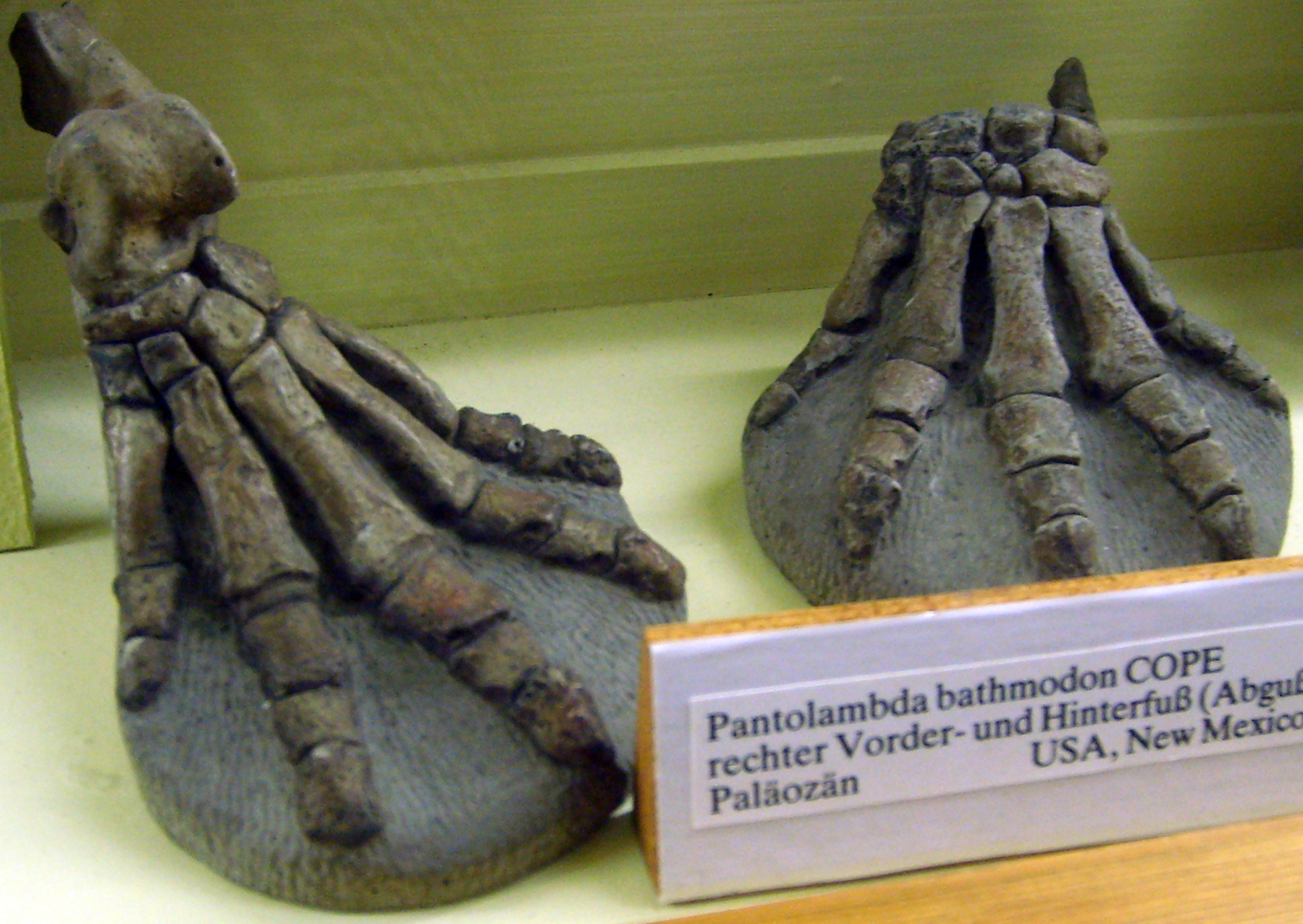
A Pantolambda bathmodon mellső és hátsó lábfejeinek a másolatai, a berlini Museum für Naturkunde

A Pantolambda a paleocén kori pantodonták egyike, amely Ázsia és Észak-Amerika területein élt, mintegy 63-57 millió évvel ezelőtt. Ennek a korai emlősnek kissé macskaszerű teste, nagy feje és hosszú farka volt. Lábain öt ujj volt, amelyek tompa, körmökben végződtek. Ezek a körmök sem a patához, sem a karmokhoz nem hasonlítottak. A Pantolambda a talpán járt. A láb ízületei hasonlítottak a mai patás állatokéhoz, azonban nem voltak annyira hajlékonyak. Fogazata hasonló a mai növényevő állatokéhoz, például a szarvasmarháéhoz és szarvaséhoz, azonban az alul koronázottság (corona dentis) arra hagy következtetni, hogy a Pantolambda mindenevő is lehetett. Tápláléka főleg hajtások, levelek, gombák és gyümölcsök lehettek, amelyek mellé rovarokat, férgeket és döghúst fogyasztott.
A dinoszauruszok mellett élő, kréta időszaki emlősök, kis rovarevők voltak. A Pantolambda azon emlősök közé tartozik, amelyek a dinoszauruszok kihalása után, elkezdtek nagytestűvé fejlődni. Ez az állat és rokonai új ökológiai fülkéket kezdtek betölteni. A juh méretű Pantolambda a paleocén korban nagytestűnek számított. Később a Pantolambdából és rokonaiból fejlődtek ki a még nagyobb Barylambda- és Coryphodon-fajok. Aztán ezek lettek az első valódi óriás emlősök; ők utat nyitva az emlős-gigantizmusnak. Utánuk egyéb óriás emlősök is megjelentek, például: az orrszarvúfélék, a tapírfélék, a vízilófélék, az óriáslajhár-félék, az elefántfélék stb.

## Rendszerezés
A nembe az alábbi 3 faj tartozott:
- Pantolambda bathmodon Cope, 1882 - típusfaj
- Pantolambda cavirictum Cope, 1883
- Pantolambda intermedium Simpson, 1935

## Fordítás
- Ez a szócikk részben vagy egészben  a   Pantolambda című angol Wikipédia-szócikk ezen változatának fordításán alapul.  Az eredeti cikk szerkesztőit annak laptörténete sorolja fel. Ez a jelzés csupán a megfogalmazás eredetét és a szerzői jogokat jelzi, nem szolgál a cikkben szereplő információk forrásmegjelöléseként.